# 瓊尼·威斯頓
瓊尼·威斯頓（英語：Jonny Weston，1988年6月16日—）是一位美國男演員。知名於2012年傳記電影《衝破極限》中飾演傑伊·莫里亞蒂。而後又於2015年電影《跨界失控》中飾演聰明的高中生大衛·拉斯金。

## 個人生活
威斯頓出生於南卡羅來納州的查爾斯頓，母親是一位教育治療師，父親則經營著一家基督教電台。

## 作品列表

### 電影
- 《床下魔怪》（2012）
- 《櫻桃成熟時》（2012）
- 《衝破極限》（2012）
- 《卡羅琳和傑基》（2012）
- 《白糖》（2013）
- 《最後約翰死了》（2013）
- 《Kelly & Cal》（2014）
- 《跨界失控》（2015）
- 《即刻救援3》（2015）[5] - Jimy
- 《分歧者2：叛亂者》（2015）
- 《音浪青春》（2015）
- 《分歧者3：赤誠者》（2016）
- 《天劫：救贖之戰》（2017）
- 《班傑明》（2018）

### 電視
- 《Pocket Dial》（2011）
- 《少年忍者》（2011）
- 《ASS Apartment Sketch Show》（2011）
- 《疼痛是福》（2011）
- 《榮譽勳章》（2018）

## 外部連結
- 瓊尼·威斯頓在互联网电影资料库（IMDb）上的資料（英文）